# Maine Windjammers
Maine Windjammers fue un equipo de baloncesto que jugó 3 temporadas en la Continental Basketball Association, las dos primeras con la denominación Puerto Rico Coquis. Tenían su sede en la ciudad de Bangor, Maine, y disputaban sus partidos en el Bangor Auditorium, con capacidad para 7200 espectadores.

## Historia
El equipo se fundó en el año 1983, cuando Walter Fournier, un empresario de seguros, adquirió una franquicia de la CBA  para Puerto Rico, y la denominó Puerto Rico Coquis, haciendo referencia a unas pequeñas ranas autóctonas. Contrató como entrenador a Herb Brown, y en su primera temporada alcanzaron las semifinales, en las que cayeron ante los Albany Patroons que entonces dirigía Phil Jackson. Apenas 728 espectadores de media asistieron a los partidos como local en San Juan de Puerto Rico.
Al año siguiente ni siquiera alcanzaron los playoffs, y la asistencia a los partidos cayó aún más. En marzo de 1985, Fournier comenzó a negociar el traslado de la franquicia a Birmingham, Alabama, pero las negociaciones no fructificaron. En su lugar, el equipo encontró acomodo en Bangor, Maine, donde jugó una última temporada en la liga.

## Temporadas
| Temporada | Liga | Denominación       | G  | P  | %    | Pos. | Playoffs          |
| --------- | ---- | ------------------ | -- | -- | ---- | ---- | ----------------- |
| 1983-84   | CBA  | Puerto Rico Coquis | 28 | 16 | 63,6 | 1º   | Final de división |
| 1984-85   | CBA  | Puerto Rico Coquis | 27 | 21 | 56,2 | 5º   | -                 |
| 1985-86   | CBA  | Maine Windjammers  | 18 | 30 | 37,5 | 6º   | -                 |

## Jugadores célebres
- Stewart Granger
- Mark Davis
- Sam Worthen
- Michael Holton